# Thomas McFarland
Pour les articles homonymes, voir McFarland.
Thomas McFarland (est né le 13 septembre 1926 à Birmingham (Alabama) et décédé à Boca Raton (Floride) le 12 septembre 2011) est un critique littéraire spécialiste américain de l’œuvre littéraire de Samuel Taylor Coleridge. Il enseignait la littérature des romantiques britanniques à Université de Princeton.

## Biographie
Thomas McFarland établit sa réputation avec son essai Coleridge and Pantheist Tradition en 1969. Il affirme que Coleridge cherchait à réconcilier deux types de philosophie celle de « cela est » et celle du « je suis ». 
Selon des articles du New York Times, McFarland démissionne de son poste d'enseignant en 1989 après des accusations d'agression sexuelle à l'encontre d'un étudiant. Préalablement à sa démission il avait été suspendu pendant un an, mais les révélations des articles ont mené à la démission de son supérieur Emory Elliott, ainsi que de Margaret Doody, Sandra Gilbert et Valerie Smith, qui reprochent à leur institution d'avoir prononcé une sanction trop légère ,.
Un mélanges titré The Coleridge Connection: Essays for Thomas McFarland est publié en 1990 en son honneur qui « explore ce que McFarland nomme la nature symbiotique de l'amitié et des collaborations ».
Il meurt en 2011 à l'âge de 84 ans. 

### Livres
- (en) Coleridge and the Pantheist Tradition, Clarendon Press, 1969, 394 p.
- (en) Romanticism and the Forms of Ruin : Wordsworth, Coleridge, the Modalities of Fragmentation, Princeton University Press, 1981, 468 p.
- (en) Originality and Imagination, Johns Hopkins University Press, 1984, 208 p.
- (en) Romantic Cruxes : The English Essayists and the Spirit of the Age, Clarendon Press, 1987, 128 p.
- (en) William Wordsworth, Intensity and Achievement, 1992
- (en) Romanticism and the Heritage of Rousseau, Clarendon Press, 1995, 176 p.
- (en) Paradoxes of freedom : The Romantic Mystique of Transcendence, Clarendon Press, 1996, 139 p. (ISBN 978-0-19-812181-7)
- (en) The Masks of Keats : The Endeavour of a Poet, New York, Oxford University Press, 2000, 244 p. (ISBN 0-19-818645-2, lire en ligne)
- (en) Shakespeare's Pastoral Comedy, University of North Carolina Press, 2009, 218 p.

### Éditeur
- (en) Samuel Taylor Coleridge, Opus Maximum, Princeton University Press, coll. « Collected Works of Samuel Taylor Coleridge » (no 16), 2002

### Livres sur McFarland
- (en) Richard Gravil et Molly Lefebure, The Coleridge Connection : Essays for Thomas McFarland, Palgrave, 1990